# Stonal
Stonal est une startup française dirigée par Robin Rivaton.
Fondée en 2017, l’entreprise propose une plateforme de gestion de données pour les immeubles résidentiels ou tertiaires, à destination des bailleurs sociaux et investisseurs privés.

## Historique
L’entreprise est fondée en 2017 sous le nom de La Foncière Numérique, puis change de nom en avril 2022 pour devenir Stonal. Elle réalise une levée de fonds de 20 millions d’euros auprès du fonds Raise Investissement. La même année, Robin Rivaton, anciennement Investment Director chez Eurazeo rejoint l'entreprise comme Directeur Général. L'entreprise poursuit son développement en intégrant l’intelligence artificielle à ses outils de classification documentaire.
En 2023, l'entreprise ouvre une filiale à Londres puis elle acquiert La Place de l’Immobilier,une société spécialisée dans l’exploitation de données immobilières du secteur tertiaire (bureaux, commerces, logistique) issues de l’open data et du big data.
En 2024, Stonal lève 100 millions d’euros auprès de la société Aareon,, leader européen des logiciels ERP pour le secteur immobilier.